# Резня в парке аттракционов
«Резня в парке аттракционов» (англ. The Funhouse Massacre) — американский комедийный фильм ужасов 2015 года. В главных ролях снялись Роберт Инглунд, Джер Бернс, Скотти Томпсон, Мэтт Энджел, Клинт Ховард, Чести Бальестерос, Кортни Гейнс и Кэндис де Виссер. Фильм является также пародией на некоторые фильмы ужасов прошлых лет.

## Сюжет
Журналистка Миссис Куинн приходит в психиатрическую больницу Стейтсвилла, чтобы взять интервью у начальника тюрьмы-больницы Кейна. Начальник тюрьмы знакомит Миссис Куинн с пятью самыми известными заключенными-убийцами приюта. Джеффри Рамсес был шеф-поваром, который стал известен как «Животное-каннибал». Убийственный дантист Брэдфорд Янг известен как «Доктор Красавчик». Уолтер Харрис — «Таксидермист». «Рокко-клоун» был подпольным рестлером, который убивал своих противников на ринге. Мануэль Дайер был лидером культа, который считал себя пророком, но упоминается как «умственный Мэнни» из-за его психоза. Далее Миссис Куинн убивает Кейна и охранников, и освобождает заключенных. Мэнни обращается к Куинн как «Куклолицая», потому что она — его дочь Эйлин. Шериф Кейт Ходжес и её неуклюжий помощник Дойл расследуют убийство в мотеле.
Владелец парка аттракционов Деннис впустил в свой парк заключенных психиатрической больницы Стейтсвилла. Мэнни приказывает Рокко атаковать Денниса и утащить его, убийцы убивают актеров, играющих их, и берут на себя свои роли в парке аттракционов.
Друзья Майки, Рэндалл, Морган, Лори, Кристина и Джейкоб оставили работу, чтобы пойти Хэллоуин отпраздновать. Водитель Херардо водит всех туда, но уходит, решив, что аттракцион выглядит слишком пугающим. Всю ночь убийцы убивают ничего не подозревающих посетителей. Другие клиенты предполагают, что это является частью развлечения. Полицейский Дойл предполагает, что все входящие звонки, касающиеся нападения в парке аттракционов, являются поддельными.
Кейт возвращается на место преступления в мотеле и обнаруживает, что номер принадлежал Куклолицей. Кейт пришла к выводу, что, что бы ни планировала Куклолицая, в этом замешаны заключенные психиатрической больницы Стейтсвилла. Кейт перегруппировывается с Дойлом, и двое из них обнаруживают кровавую баню в убежище. Куклолицая убивает Кристину в ванной после того, как Кристина занимается сексом с Джейсоном. Другие друзья понимают, что на самом деле происходит в парке аттракционов после того, как они находят мертвое тело Кристины. Друзья пытаются сбежать, но обнаруживают, что главные ворота в парк прикованы цепью. Рокко убивает Майки, Рэндалла и Джейсона. Лори остается в ловушке внутри парка, в то время как Морган убегает и идет за помощью.
Когда он и Шериф прибывают в Дом смеха, Дойл случайно стреляет в руку Моргана, Когда Морган останавливает их. Морган объясняет, что происходит внутри парка. Херардо присоединяется к их группе и вместе, четверо из них возвращаются в парк аттракционов, чтобы спасти других и уничтожить убийц. Лори убивает Доктора Красавчика. Мэнни убивает Боба и Дэйва перед толпой во время их прямой трансляции Хэллоуина из парка аттракционов. Затем Мэнни объявляет собравшимся, что все убийства, свидетелем которых они стали, были реальными. Оставшиеся убийцы продолжают нападать на паникующих людей.
Дойл, Морган и Херардо перегруппировываются с Лори и идут в наступление, в то время как Кейт идет за Мэнни. Дойл убивает таксидермиста. Морган и Херардо убивают Животного-каннибала. Дойл застрелил Рокко и тот падает на землю. Кейт призналась, что является была сбежавшим членом культа и дочерью Мэнни. Кейт убивает Мэнни. Куклолицая нападает на Кейт. Лори становится вовлеченной в борьбу и наблюдает, как Кейт и Куклолицая наносят друг другу удары ножом. Дойл, Морган, Херардо и Лори убегают при свете дня, полиция прибывает в парк. Рокко внезапно появляется и убивает Моргана. Копы расстреляли Рокко. Дойл достает дробовик и стреляет Рокко в голову.
Херардо уезжает, когда Лори выздоравливает в машине скорой помощи. Медики объявляют, что у них есть еще один выживший, и везут Кейт в машину скорой помощи. Когда автомобиль выезжает на дорогу, Лори понимает, что Кейт на самом деле Куклолицая в коже шерифа. Куклолицая позже убегает от скорой помощи.

## В ролях

### Полиция
| Актёр          | Роль                    |
| -------------- | ----------------------- |
| Роберт Инглунд | начальник тюрьмы Кейн   |
| Скотти Томпсон | шериф Кейт Ходжес       |
| Бен Бегли      | заместитель шерифа Дойл |

### Убийцы из парка аттракционов
| Актёр            | Роль                                               |
| ---------------- | -------------------------------------------------- |
| Джер Бёрнс       | Мануэль Дайер (он же «Умственный Мэнни»)           |
| Клинт Ховард     | Уолтер Харрис (он же «Таксидермист»)               |
| Марс Крейн       | «Клоун Рокко»                                      |
| Кэндис Де Виссер | Эйлин Дайер (она же Джессика Куинн и «Куклолицая») |
| Э. Э. Белл       | Джеффри Рамсес (он же «Животное-Каннибал»)         |
| Себастьян Сигел  | Брэдфорд Янг (он же «Доктор Красавчик»)            |

### Посетители парка аттракционов
| Актёр             | Роль                     |
| ----------------- | ------------------------ |
| Мэтт Энджел       | официант Морган          |
| Чести Бальестерос | подруга Моргана Кристина |
| Кортни Гейнс      | друг Моргана Деннис      |
| Эрик Шаваррия     | друг Моргана Херардо     |
| Майкл Эрик Рид    | друг Моргана Майки       |
| Ли Паркер         | друг Моргана Рэндалл     |
| Рене Дориан       | подруга Моргана Лори     |
| Стерлинг Сулимен  | парень Кристины Джейсон  |

## Место съёмок
Фильм был снят в реальном парке аттракционов в Мидлтауне, штат Огайо.

## Критика
Фильм получил в основном негативные отзывы от кинокритиков.
На сайте «КиноПоиск» рейтинг фильма составил составил 4.726 баллов из 10.
На сайте «IMDb» фильм получил оценку 5,2 баллов из 10.